# Isthmohyla lancasteri
Isthmohyla lancasteri és una espècie de granota que viu a Costa Rica i Panamà.
Està amenaçada d'extinció per la pèrdua del seu hàbitat natural.